# Ulvhild Håkansdotter
Ulvhild Håkansdotter (även Ulfhild) av Thjottaätten, född 1095, död 1148, var Sveriges och Danmarks drottning, genom sina äktenskap med Inge den yngre, Nils av Danmark och Sverker den äldre. Hon var dotter till den norske stormannen Håkon Finnsson av Thjottaätten.

## Biografi
Ulvhild var gift tre gånger, med tre olika kungar: Inge den yngre, Nils av Danmark samt Sverker den äldre. Hennes två första äktenskap var barnlösa. 
Efter kung Nils bortgång lämnade Ulvhild Danmark för Sverige (vissa källor anger att hon gjort sig omöjlig i Danmark och lämnade honom redan innan). 
Hon övertygade den östgötska hövdingen Sverker om att han skulle ha större utsikter att bli accepterad även i Västergötland om han tog henne till maka vilket även skedde; Sverker blev år 1130 hyllad som hela Sveriges konung. 
Genom sin börd och sina äktenskap kom Ulvhild att få ett betydelsefullt kontaktnät och stora tillgångar. Hon var vän med ärkebiskop Eskil i Lunds stift, vilken i sin tur stod Bernhard av Clairvaux nära. Kontaktnätet hade hon med sig in i äktenskapet med Sverker den äldre, och det var hon som tog initiativ till att bjuda in cistercienserna till Östergötland och tillsammans med Sverker låta grunda Alvastra kloster.
Ulvhild var känd för sin fromhet och kristna nit i flera källor. I andra framställningar har hon utmålats som extremt ondskefull i yngre år, men from i sin ålderdom. Under hennes tid som drottning grundades även klostren i Nydala och Varnhem.

## Barn
1. Johan (ihjälslagen efter att ha förövat kvinnorov) - tveksamheter kan råda om Johan var son till Ulvhild liksom brodern Karl - årtalen för giftermål och födslar kan vara felaktiga.
2. Karl Sverkersson (kung av Sverige 1161–67)
3. dotter (Helena?) som år 1156 gifte sig med Knut V av Danmark, son till Magnus Nilsson av Danmark
4. Sune Sik (egentligen osäkert vem hans mor var)
5. Ingegerd, abbedissa i Vreta kloster (egentligen osäkert vem hennes mor var)